# Peter Turkson
Pour les articles homonymes, voir Appiah.
Peter Kodwo Appiah Turkson, né le 11 octobre 1948 à Wassaw Nsuta au Ghana, est un cardinal ghanéen, président du Conseil pontifical « Justice et Paix » depuis octobre 2009 et préfet du dicastère pour le service du développement humain intégral de août 2016 à décembre 2021.

## Biographie

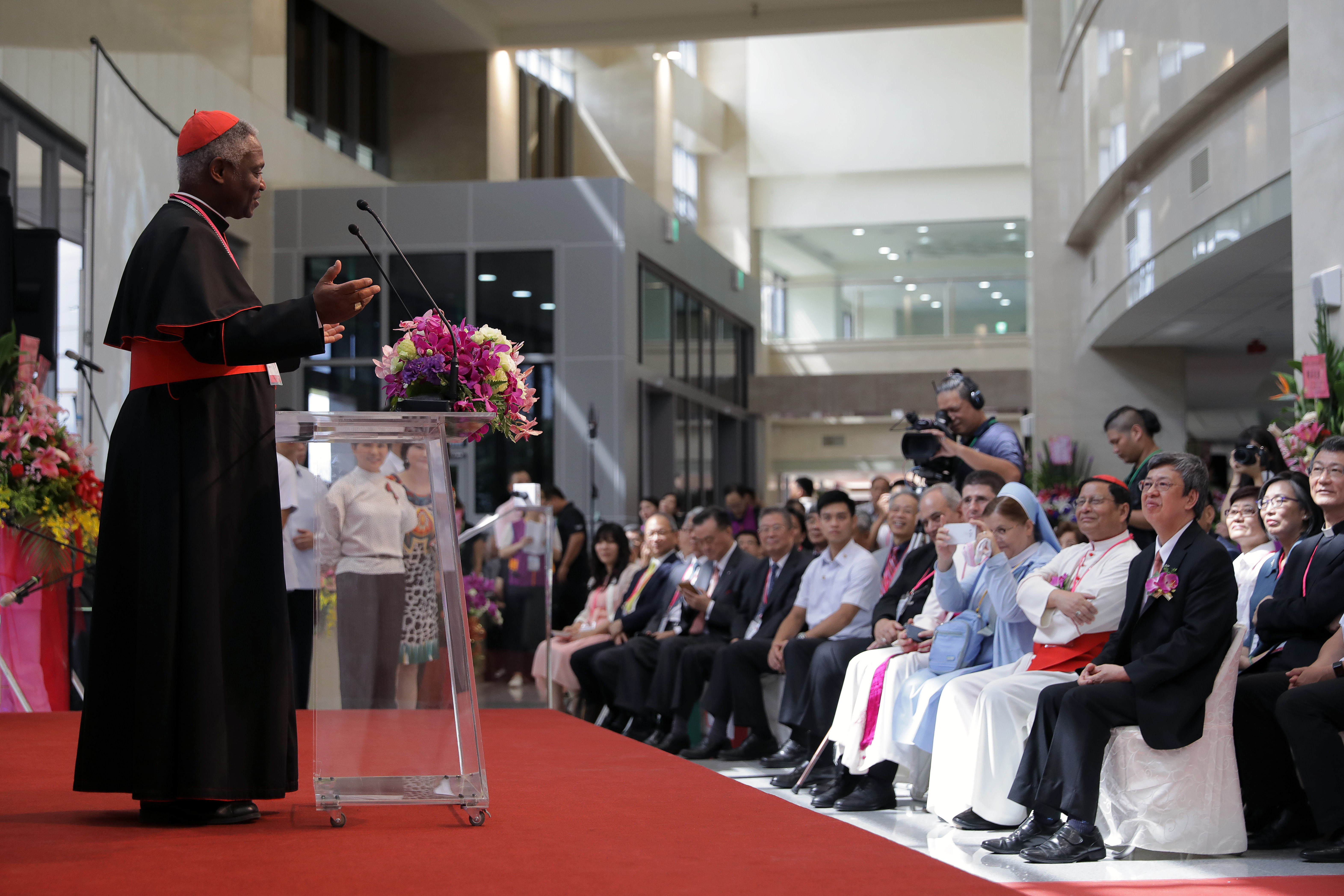
Le cardinal Peter Turkson a assisté à la cérémonie d'ouverture de l'hôpital universitaire catholique Fu-Jen en 2017.

### Famille
Peter Turkson est le fils d'une vendeuse de légumes (méthodiste) et d'un charpentier (catholique).

### Formation
Il est titulaire d'un doctorat en Écriture sainte obtenu à l'Institut biblique pontifical de Rome.
Il parle six langues.
Il est ordonné prêtre le 20 juillet 1975 pour le diocèse de Cape Coast (en) au Ghana par John Kodwo Amissah (en).

### Prêtre
Comme prêtre, il a été membre de l'équipe de direction d'un petit séminaire, puis enseignant dans un grand séminaire ghanéen.

### Évêque
Nommé archevêque de Cape Coast (en) au Ghana le 6 octobre 1992, il est consacré le 27 mars 1993.
Il a été président de la conférence épiscopale ghanéenne de 1997 à 2005.
À l'issue de l'élection présidentielle ghanéenne de 2008, aux résultats serrés, il fait office de médiateur face aux risques de violences.
Le 24 octobre 2009, à l'issue du synode pour l'Afrique dont il était rapporteur général, le pape Benoît XVI annonce sa nomination comme président du Conseil pontifical « Justice et Paix ».
Le 31 août 2016 est créé le dicastère pour le service du développement humain intégral, qui reprend les compétences précédemment réparties entre les conseils pontificaux « Justice et Paix », « Cor Unum », pour la pastorale des migrants et des personnes en déplacement et pour la pastorale des services de la santé, qui sont supprimés au 1er janvier 2017. Le cardinal Turkson en est alors nommé premier préfet.

### Cardinal
Il est créé cardinal par Jean-Paul II lors du consistoire du 21 octobre 2003, avec le titre de cardinal-prêtre de San Liborio. Il participe au conclave de 2005 et à celui de 2013, qui élisent respectivement les papes Benoît XVI et François.
Au sein de la curie romaine, il est également membre de la Congrégation pour le culte divin et la discipline des sacrements, du Conseil pontifical pour la promotion de l'unité des chrétiens.
Le 15 octobre 2012, durant le synode sur la nouvelle évangélisation à Rome, il organise la projection de la vidéo intitulée Muslim demographics, prétendant démontrer l'islamisation de l'Europe, devant les quelque 260 évêques participants. Cette vidéo veut démontrer la supériorité numérique des musulmans en Europe et dans le monde, avec pour conséquence le déclin de la civilisation chrétienne. Il avait déjà projeté cette vidéo devant des milliers de personnes lors du rassemblement mondial des familles, organisé par le Vatican à Milan en juin 2012.
Après la démission de Benoît XVI, en février 2013, son nom est cité parmi les favoris pour occuper le siège apostolique. Mais le mois suivant, il est cité par le SNAP, une association controversée d'aide aux victimes de prêtres pédophiles. Il figure en effet dans une liste de « douze salopards » parmi les cardinaux pouvant être élus pape ayant, selon elle, minimisé ou couvert le scandale.
Durant la pandémie de Covid-19, il dirige un comité chargé d'en étudier les conséquences économiques et sociales.
Le 9 septembre 2014, il est nommé par François père synodal pour la troisième assemblée générale extraordinaire du synode des évêques sur la famille se déroulant du 5 au 19 octobre, en qualité de président du Conseil pontifical Justice et paix.
En 2016, François l'envoie au Soudan du Sud afin de réconcilier des camps politiques opposés.
En 2021, il démissionne de son poste de préfet du dicastère pour le service du développement humain intégral.
Il participe au conclave de 2025 qui voit l'élection de Léon XIV. Avant le début du conclave, il est cité par certains médias comme papabile.

### Prises de position

#### Homosexualité
Ce sont ses prises de position sur l'homosexualité qui ont suscité le plus de réactions à son encontre, à quelques semaines de la succession annoncée de Benoît XVI. La presse (notamment LGBT) lui reproche d'assimiler homosexualité et pédophilie.   
Dans une interview de la journaliste Christiane Amanpour de CNN, le prélat avait ainsi estimé que si l'Afrique n'a pas été aussi durement touchée que l'Europe par le scandale pédophile au sein de l'Église catholique, c'est en raison « des traditions et de la culture africaines qui rejette l'homosexualité ».
« L’homosexualité n'est pas tolérée par notre société » précisait le président du Conseil pontifical Justice et Paix. 
Le cardinal s'est d'ailleurs opposé à la dépénalisation de l'homosexualité souhaitée par le secrétaire général de l'ONU Ban Ki-moon. « Lorsque vous parlez de mode de vie alternative, s'agit-il encore de droits de l'Homme ? » déclarait le cardinal au secrétaire général de l'ONU. « Il [M. Ban Ki-moon] doit reconnaître qu'il y a une distinction subtile entre la morale et les droits de l'homme, et c'est ce qui doit être clarifié ».  
Il critique toutefois les lois homophobes en Ouganda.

#### Islam
Le cardinal s'est aussi illustré en diffusant, à deux reprises, une vidéo d'inspiration évangélique contre l'« islamisation de l'Europe ». Peter Turkson serait en effet « hanté par le déficit démographique européen et par la montée de l'islam sur le Vieux Continent ».